# Nomoneura barbertonensis
Nomoneura barbertonensis är en tvåvingeart som beskrevs av Hesse 1969. Nomoneura barbertonensis ingår i släktet Nomoneura och familjen Mydidae. Inga underarter finns listade i Catalogue of Life.